# 光叶短绒槐
光叶短绒槐（学名：Sophora velutina var. cavaleriei）为豆科槐属下的一个变种。

## 扩展阅读
- 維基物種上的相關：光叶短绒槐